# Leopold Skwierczyński

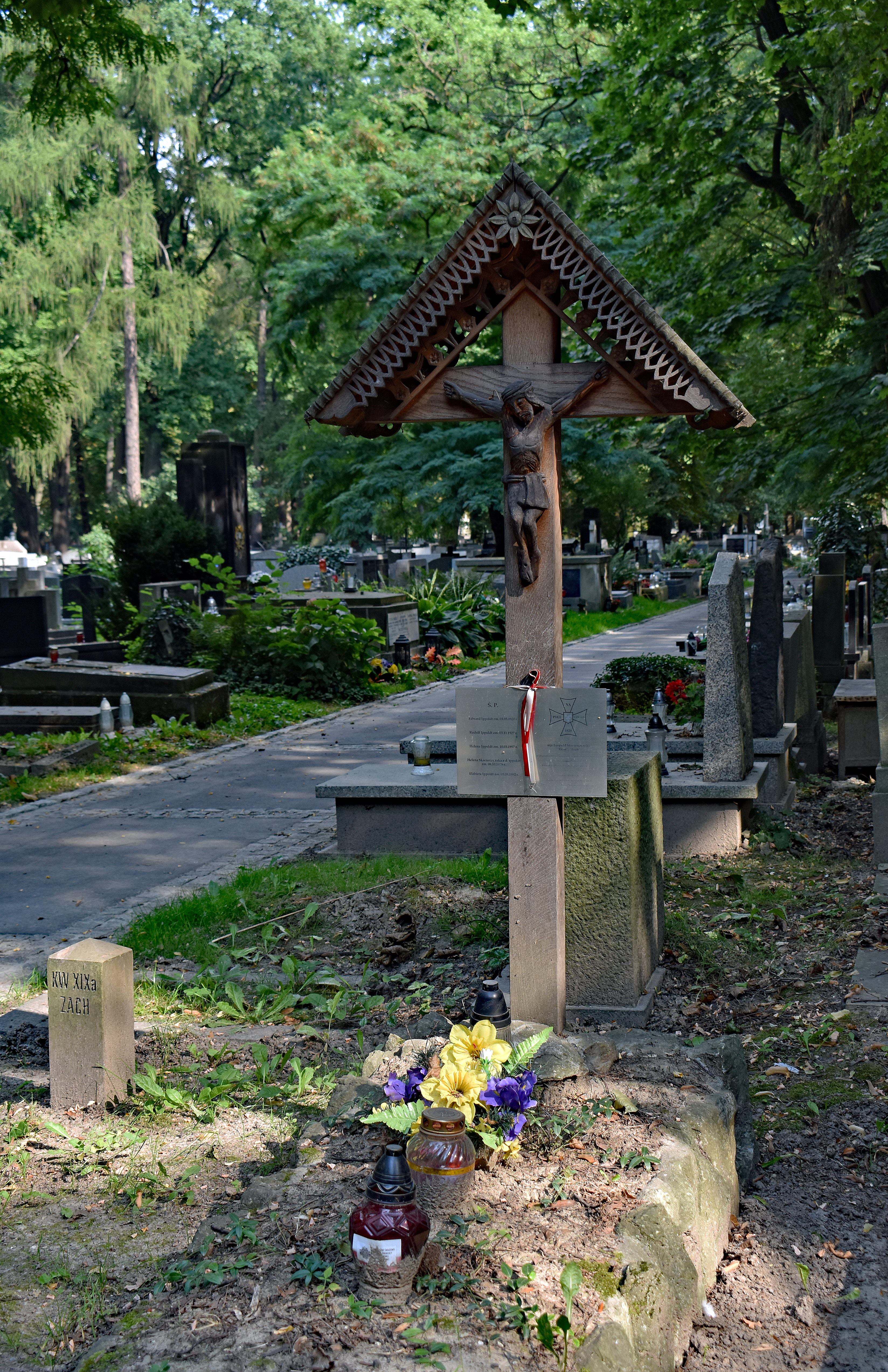
Cmentarz Rakowicki.
Grób Leopolda Skwierczyńskiego.

Leopold Skwierczyński pseud.: Aktor, Teatr (ur. 24 grudnia 1905 w Husince, zm. 16 września 1959 w Warszawie) – polski aktor teatralny, oficer Wojska Polskiego II RP, Polskich Sił Zbrojnych na Zachodzie i Armii Krajowej, major lotnictwa, cichociemny, aktor i wicedyrektor Teatru Dramatycznego w Warszawie w latach 1957–1959.

## Życiorys
Po ukończeniu Gimnazjum Państwowego im. Romualda Traugutta w Brześciu nad Bugiem, zdaniu matury w 1928 roku i odbyciu służby wojskowej kontynuował naukę na Wydziale Prawa i Administracji Uniwersytetu Warszawskiego. Nie ukończywszy tych studiów przeniósł się do Państwowego Instytutu Sztuki Teatralnej, gdzie ukończył studia w 1933 roku.
Występował w teatrach: Narodowym i „Praskim Oku” w Warszawie, Teatrze Wołyńskim w Łucku, Teatrze Miejskim w Toruniu, Teatrze Powszechnym w Warszawie i Teatrze Miejskim w Bydgoszczy.
2 września 1939 roku został zmobilizowany do eskadry treningowej 1 pułku lotniczego. 18 września przekroczył granicę polsko-rumuńską. Został internowany w Rumunii. W listopadzie dotarł do Francji, gdzie został skierowany do bazy lotniczej Lyon Bron. Pełnił tam funkcję oficera oświatowego. Występował również w Teatrze Polskim w Paryżu. Po upadku Francji przedostał się do Wielkiej Brytanii, gdzie dostał przydział do bazy lotniczej w Blackpool, gdzie pracował jako inspektor w Wydziale Oświaty. Prowadził teatr żołnierski „Lotnicza Czołówka Teatralna”.
Zgłosił się do służby w kraju. Po przeszkoleniu w dywersji został zaprzysiężony 15 grudnia 1943 roku w Oddziale VI Sztabu Naczelnego Wodza i przeniesiony do Głównej Bazy Przerzutowej w Brindisi we Włoszech. Zrzutu dokonano w nocy z 16 na 17 kwietnia 1944 roku w ramach operacji „Weller 10” dowodzonej przez kpt. naw. Stanisława Daniela (zrzut na placówkę odbiorczą „Przycisk” koło Sochaczewa). Po aklimatyzacji w Warszawie dostał przydział do Wydziału Wojsk Lotniczych Oddziału III Operacyjnego Komendy Głównej AK na stanowisko zastępcy kierownika referatu informacyjno-wywiadowczego. Kierownikiem tego referatu był Florian Adrian.
W momencie wybuchu powstania warszawskiego znajdował się na Ochocie. Po kilku dniach został ujęty przez własowców. Uciekł z obozu w Pruszkowie i dotarł pod koniec września do Krakowa, gdzie wszedł powtórnie w skład Wydziału Lotnictwa KG AK, przyjmując stanowisko szefa referatu wywiadowczego. Zajmował się głównie podrabianiem dokumentów dla potrzeb konspiracji lotniczej.
Został aresztowany przez NKWD w Krakowie 1 lutego 1945 roku. Zwolniono go 8 września 1945 roku. Występował w Teatrze Starym. 12 sierpnia 1946 roku opuścił Polskę wraz z żoną Heleną Bystrzanowską i zameldował się w dowództwie 1 Dywizji Pancernej. Po przybyciu do Londynu został zdemobilizowany. Był kierownikiem teatru objazdowego „Komedia” i prowadził własny sklep delikatesowy.
Powrócił do Polski w maju 1957 roku. W latach 1957–1959 był aktorem i wicedyrektorem Teatru Dramatycznego w Warszawie. Po śmierci został pochowany na cmentarzu Rakowickim w Krakowie.

## Awanse
- podporucznik – 1 stycznia 1932 roku
- porucznik – ze starszeństwem od marca 1941 roku
- kapitan – 17 kwietnia 1944 roku
- major – przełom 1944/1945.

## Odznaczenia
- Krzyż Walecznych – czterokrotnie.

## Życie rodzinne
Był synem Józefa, leśnika, i Amelii z domu Kryńskiej. Ożenił się z Heleną Ippoldt (1910–1979). Nie mieli dzieci.